# Ätnakåbbå
Ätnakåbbå är ett naturreservat i Jokkmokks kommun i Norrbottens län.
Området är naturskyddat sedan 2009 och är 4,3 kvadratkilometer stort. Reservatet omfattar nordostsluttningar av berget Ednagåbbå/Ätnakåbbå och våtmarker nedanför. Reservatet består av granskog i sluttningarna och barrblandskogar i de lägre delarna med tall på torrare partier och gran på fuktigare. 